# Меттью Бріггз
Меттью Бріггз (англ. Matthew Briggs, нар. 9 березня 1991, Лондон) — англійський та гаянський футболіст, захисник клубу «Колчестер Юнайтед» та національної збірної Гаяни.

## Клубна кар'єра
Народився у Лондоні. З десятирічного віку навчався футболу в академії місцевого «Фулгема». Частіше всього виступав на позиції лівого крайнього захисника, але також грав і центрального захисника або лівого крайнього півзахисника.
13 травня 2007 року дебютував за першу команду «дачників» у матчі проти «Мідлсбро», вийшовши на заміну на 77-й хвилині. Він став наймолодшим гравцем в історії Прем'єр-ліги, вийшовши на поле у віці 16 років та 65 днів, і побив на 206 днів рекорд, що раніше належав Джеймсу Вону.
У січні 2010 року перейшов в клуб «Лейтон Орієнт» на правах оренди строком на один місяць.
25 серпня 2010 року дебютував у стартовому складі «Фулгема», зігравши 56 хвилин у матчі Кубка Футбольної ліги проти «Порт Вейла». 10 листопада 2010 року дебютував у стартовому складі «дачників» в Прем'єр-лізі в грі проти «Челсі», зайнявши місце травмованого Карлоса Сальсідо. Потім зіграв проти «Арсеналу», після чого вибув на 8 тижнів через операцію на ногах.
14 липня 2011 року забив свій перший гол за «Фулхем» у матчі кваліфікаційного раунду Ліги Європи проти клубу «Крузейдерс».
У лютому 2012 року звернувся до головного тренера «Фулгема» Мартіна Йола з проханням про отримання ігрової практики, після чого відправився у місячну оренду в «Пітерборо Юнайтед», після чого також на правах оренди грав за «Бристоль Сіті» та «Вотфорд».
22 червня 2015 року підписав дворічний контракт з клубом «Колчестер Юнайтед». Відтоді встиг відіграти за команду з Колчестера 44 матчі в національному чемпіонаті.

## Виступи за збірні
2007 року дебютував у складі юнацької збірної Англії, разом з якою був учасником юнацького Євро-2009 в Україні, на якому забив один гол і дійшов з командою до фіналу. Загалом взяв участь у 26 іграх на юнацькому рівні, відзначившись одним забитим голом.
2009 року виступав у складі молодіжної збірної Англії до 20 років на молодіжному чемпіонаті світу, де англійці зайняли останнє місце в групи. Через рік провів два матчі за збірну до 21 року. Всього на молодіжному рівні зіграв у 4 офіційних матчах.
Не отримавши виклику до національної англійської збірної, 2015 року Бріггз вирішив прийняти запрошення від національної збірної Гаяни, за яку він мав права виступати через свою бабусю. У складі гаянської збірної дебютував 29 березня 2015 рік в товариській грі проти збірної Гренади (2:0).

## Командні досягнення
Збірна Англії (до 19)
- Фіналіст юнацького чемпіонату Європи: 2009